# Kardinalbarsche
Die Familie der Kardinalbarsche (Apogonidae) gehört zu den Barschverwandten (Percomorphaceae) und umfasst über 25 Gattungen mit etwa 350 Arten. Die Familie besitzt eine weltweite Verbreitung in tropischen und subtropischen Meeren, meist in Fels- oder Korallenriffen, einige wenige auch im Brackwasser, die neun Arten der Gattung Glossamia nur in Süßgewässern Australiens und Neuguineas. Dabei bevorzugen die Korallenriffbewohner unter ihnen die geschützten Innenriffe und meiden die steilen Außenriffe. Im Mittelmeer lebt der Meerbarbenkönig (Apogon imberbis). Erst in jüngster Zeit sind Apogonichthyoides nigripinnis und Apogonichthyoides taeniatus durch den Suezkanal ins Mittelmeer eingewandert.

## Merkmale
Kardinalbarsche sind kleine, 3 bis 25 Zentimeter lang werdende und oft rötlich gefärbte Fische. Die meisten Arten bleiben kleiner als 10 Zentimeter. Ihr Maul ist protraktil (vorstülpbar) und leicht oberständig, die Augen in Anpassung an die Hauptaktivitätszeit in der Dämmerung bzw. in der Nacht groß. Die beiden Rückenflossen sind deutlich getrennt. Die Schuppen sind für gewöhnlich ctenoid (Kammschuppen), bei einigen Gruppen cycloid (Rundschuppen). Die Gattung Gymnapogon ist schuppenlos. Die Arten der Gattung Siphamia haben am Bauch gelegene Leuchtorgane.
Flossenformel: Dorsale VI–VIII/8–14, Anale II/8–18

## Lebensweise
Kardinalbarsche sind vorwiegend dämmerungs- oder nachtaktive Schwarmfische und verstecken sich am Tag zwischen Steinkorallen, in Höhlen oder Spalten. Fast alle Kardinalbarsche ernähren sich von Zooplankton, einige Arten, wie der Wolfskardinalbarsch (Cheilodipterus artus), fressen auch größere Beute wie kleine Fische. Wahrscheinlich sind alle Arten im männlichen Geschlecht Maulbrüter.

## Äußere Systematik

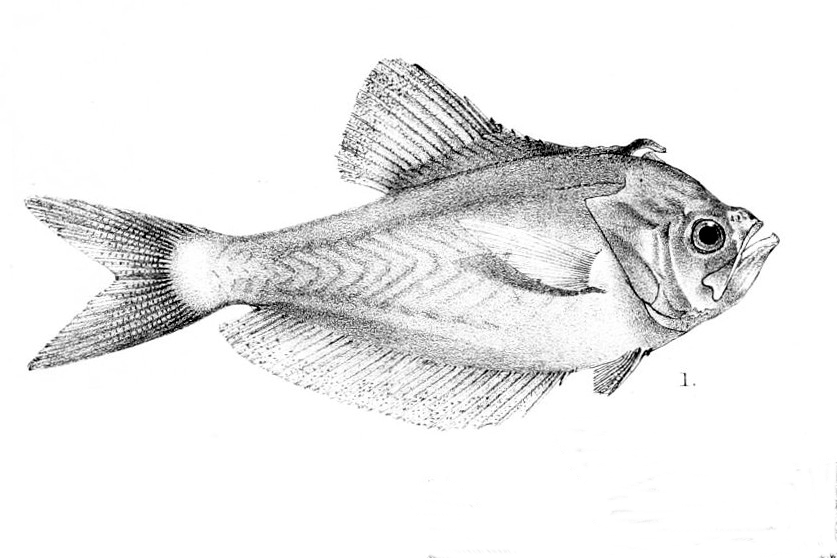
Die Kurter, hier ein Männchen von Kurtus indicus, sind wahrscheinlich die nächsten Verwandten der Kardinalbarsche

Die Familie der Kardinalbarsche wurde ursprünglich in die Ordnung der Barschartigen (Perciformes) gestellt, einer Sammelgruppe, die in ihrer ursprünglichen Zusammensetzung nur ungenügend durch abgeleitete Merkmale definiert und mit Sicherheit nicht monophyletisch war.
Vergleichende DNA-Sequenzanalysen ergaben eine relativ nahe Verwandtschaft mit den Grundelartigen (Gobioidei) und Kurtern (Kurtidae), so dass Christine Thacker und Kollegen die Kardinalbarsche der Ordnung der Gobiiformes zuordneten und die Glas- oder Beilfische (Pempheridae) als Schwestergruppe der Kardinalbarsche angaben. Ricardo Betancur-R. und Mitarbeiter stellen dagegen eine neue Ordnung auf, die Kurtiformes, in der Kardinalbarsche und Kurter als Schwesterfamilien (in jeweils eigener Unterordnung) vereint sind. Die Kurtiformes sind hier die Schwestergruppe der Gobiiformes und bilden mit diesen die Serie Gobiaria. Diese Verwandtschaftsverhältnisse werden von Thomas Near und Kollegen in ihrer auf DNA-Sequenzanalysen beruhenden Untersuchung über die Phylogenie der Acanthomorpha bestätigt, können von Fraser in seiner auf morphologischen Vergleichen beruhenden Untersuchung über die Verwandtschaft von Kardinalbarschen und Kurtern aber nicht gestützt werden.

## Innere Systematik
Es gibt vier Unterfamilien, über 25 Gattungen und fast 360 Arten. Die Apogoninae, die größte Unterfamilie, werden noch in 14 Tribus unterteilt.
Das folgende Kladogramm gibt die verwandtschaftlichen Beziehungen zwischen den Unterfamilien und Tribus wieder:

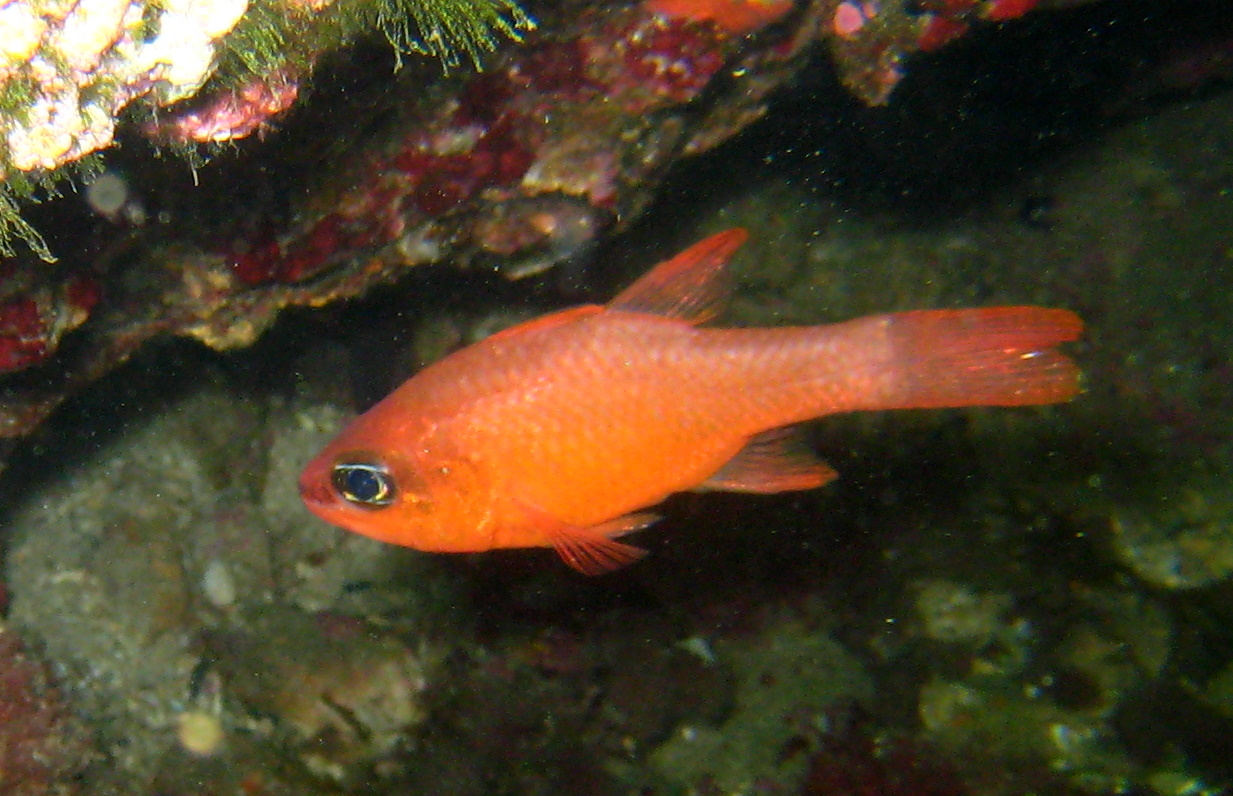
Meerbarbenkönig (Apogon imberbis)

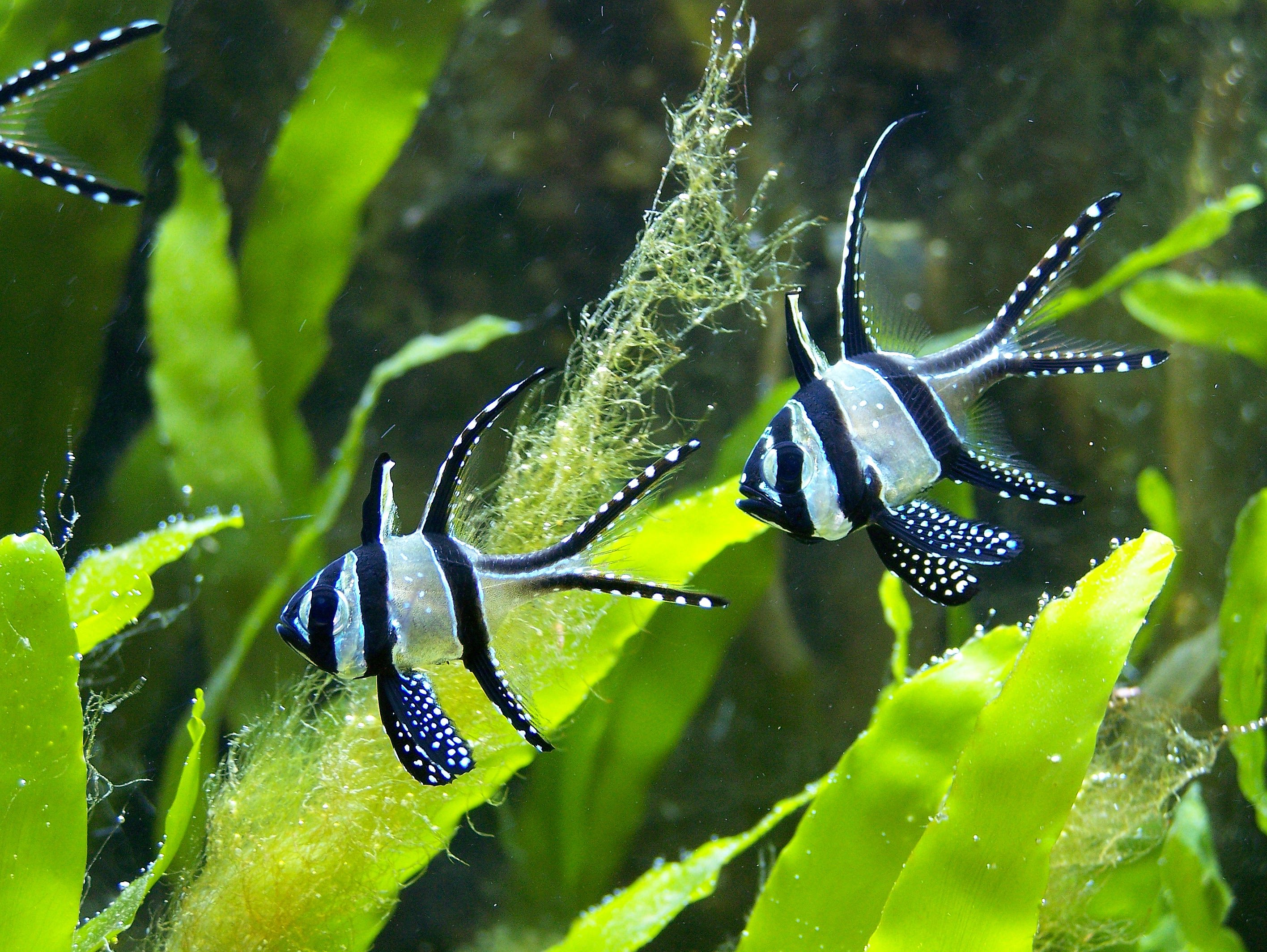
Banggai-Kardinalbarsch
(Pterapogon kauderni)

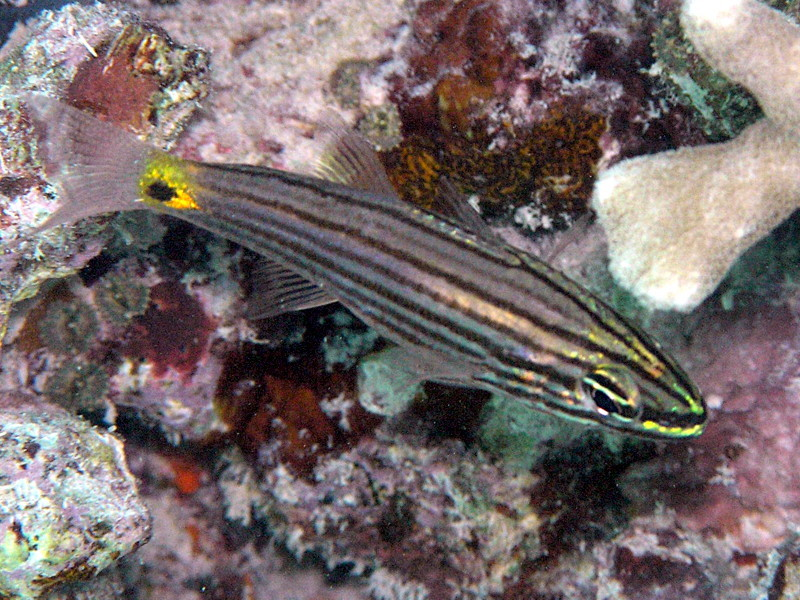
Wolfskardinalbarsch
(Cheilodipterus artus)

| | Glossamiini |
| | |
| | Gymnapogonini |
| | |
| | Apogonini |
| | |
| | Apogonichthyini |
| | |
| | Sphaeramiini |
| | |
| | Veruluxini |
| | |
| | Pristiapogonini |
| | |
| | \| \| Siphamiini \| \| \| \| \| \| Zoramiini \| \| \| \| \| \| Rhabdamiini \| \| \| \| \| \| Cheilodipterini \| \| \| \| \| \| Archamiini \| \| \| \| \| \| Ostorhinchini \| \| Vorlage:Klade/Wartung/3 Vorlage:Klade/Wartung/4 Vorlage:Klade/Wartung/5 Vorlage:Klade/Wartung/6 \| \| |
| Vorlage:Klade/Wartung/3 Vorlage:Klade/Wartung/4 Vorlage:Klade/Wartung/5 Vorlage:Klade/Wartung/6 Vorlage:Klade/Wartung/7 Vorlage:Klade/Wartung/8 | |
| | Siphamiini |
| | |
| | Zoramiini |
| | |
| | Rhabdamiini |
| | |
| | Cheilodipterini |
| | |
| | Archamiini |
| | |
| | Ostorhinchini |
| Vorlage:Klade/Wartung/3 Vorlage:Klade/Wartung/4 Vorlage:Klade/Wartung/5 Vorlage:Klade/Wartung/6                                                 | |

|                                                                                                 | Siphamiini      |
|                                                                                                 |                 |
|                                                                                                 | Zoramiini       |
|                                                                                                 |                 |
|                                                                                                 | Rhabdamiini     |
|                                                                                                 |                 |
|                                                                                                 | Cheilodipterini |
|                                                                                                 |                 |
|                                                                                                 | Archamiini      |
|                                                                                                 |                 |
|                                                                                                 | Ostorhinchini   |
| Vorlage:Klade/Wartung/3 Vorlage:Klade/Wartung/4 Vorlage:Klade/Wartung/5 Vorlage:Klade/Wartung/6 |                 |

| | Glossamiini |
| | |
| | Gymnapogonini |
| | |
| | Apogonini |
| | |
| | Apogonichthyini |
| | |
| | Sphaeramiini |
| | |
| | Veruluxini |
| | |
| | Pristiapogonini |
| | |
| | \| \| Siphamiini \| \| \| \| \| \| Zoramiini \| \| \| \| \| \| Rhabdamiini \| \| \| \| \| \| Cheilodipterini \| \| \| \| \| \| Archamiini \| \| \| \| \| \| Ostorhinchini \| \| Vorlage:Klade/Wartung/3 Vorlage:Klade/Wartung/4 Vorlage:Klade/Wartung/5 Vorlage:Klade/Wartung/6 \| \| |
| Vorlage:Klade/Wartung/3 Vorlage:Klade/Wartung/4 Vorlage:Klade/Wartung/5 Vorlage:Klade/Wartung/6 Vorlage:Klade/Wartung/7 Vorlage:Klade/Wartung/8 | |
| | Siphamiini |
| | |
| | Zoramiini |
| | |
| | Rhabdamiini |
| | |
| | Cheilodipterini |
| | |
| | Archamiini |
| | |
| | Ostorhinchini |
| Vorlage:Klade/Wartung/3 Vorlage:Klade/Wartung/4 Vorlage:Klade/Wartung/5 Vorlage:Klade/Wartung/6                                                 | |

|                                                                                                 | Siphamiini      |
|                                                                                                 |                 |
|                                                                                                 | Zoramiini       |
|                                                                                                 |                 |
|                                                                                                 | Rhabdamiini     |
|                                                                                                 |                 |
|                                                                                                 | Cheilodipterini |
|                                                                                                 |                 |
|                                                                                                 | Archamiini      |
|                                                                                                 |                 |
|                                                                                                 | Ostorhinchini   |
| Vorlage:Klade/Wartung/3 Vorlage:Klade/Wartung/4 Vorlage:Klade/Wartung/5 Vorlage:Klade/Wartung/6 |                 |

Die Stellung der Unterfamilie Paxtoninae und der Tribus Lepidamiini (Unterfamilie Apogoninae) ist bisher nicht erforscht worden.

## Fossilbefund
Fossile Vertreter der Kardinalbarsche sind aus dem mittleren Eozän der norditalienischen Monte-Bolca-Formation, die aus Ablagerungen der Tethys entstand, bekannt. Eosphaeramia margaritae war hochrückig und ähnelt der rezenten Gattung Sphaeramia, Apogon spinosus gehört zu einer heute noch existierenden Gattung. Beide Fische wurden etwa 4 cm lang.

## Aquarienhaltung
Einige Arten, wie der Banggai-Kardinalbarsch (Pterapogon kauderni), der Pyjama-Kardinalbarsch (Sphaeramia nemanoptera) und der Fadenflossen-Kardinalbarsch (Zoramia leptacantha), sind beliebte Zierfische in der Meerwasseraquaristik. Das Aquarium sollte mit Höhlen und Unterständen eingerichtet sein, um ihr natürliches Biotop nachzuahmen. Die meisten Kardinalbarsche fressen nur Lebend- und Frostfutter. Von ihnen sind keine Übergriffe auf sessile Wirbellose zu befürchten.
Kardinalbarsche sind sehr transportempfindlich und sterben in großer Zahl beim Händler oder im Heimaquarium. Pterapogon kauderni lässt sich auch nachzüchten.